# Takagripopteryx zhuikovae
Takagripopteryx zhuikovae är en bäcksländeart som beskrevs av Zhiltzova 1980. Takagripopteryx zhuikovae ingår i släktet Takagripopteryx och familjen småbäcksländor. Inga underarter finns listade i Catalogue of Life.